# Peperomia crotalophora
Peperomia crotalophora är en pepparväxtart som beskrevs av William Trelease. Peperomia crotalophora ingår i släktet peperomior, och familjen pepparväxter. Inga underarter finns listade i Catalogue of Life.